# Sacha Delaye
Sacha Delaye (* 23. April 2002 in Rennes) ist ein französischer Fußballspieler, der beim SC Austria Lustenau unter Vertrag steht.

## Karriere
Delaye entstammt der Jugendakademie des HSC Montpellier, für die er bis 2020 spielte. In der Saison 2019/20 kam er bereits zu seinen ersten Einsätzen für das Amateurteam in der National 2. Auch 2020/21 war er für die Zweitvertretung aktiv. Am letzten Spieltag der Ligue-1-Saison wurde er spät in der Partie gegen den FC Nantes eingewechselt, als sein Team 2:1 gewann und er sein Profidebüt gab. In der Saison 2021/22 kam er immer öfter bei den Profis zum Einsatz, spielte aber auch noch für die Amateure. Am 28. Januar 2022 erhielt er seinen ersten Profivertrag beim Hérault Sporting Club. Im Januar 2023 wurde der Spieler bis Saisonende an den CO Le Puy ausgeliehen.
Zur Saison 2023/24 kehrte er zu Montpellier zurück, wo er zu neun Einsätzen in der Ligue 1 kam. Zur Saison 2024/25 wechselte Delaye zum österreichischen Zweitligisten SC Austria Lustenau, bei dem er einen bis 2026 laufenden Vertrag erhielt.

## Familie
Sein Vater Philippe Delaye war ebenfalls Fußballspieler und spielte insgesamt über zehn Jahre auch beim HSC Montpellier.